# Miha Tišler
Miha Tišler, slovenski kemik in akademik, * 18. september 1926, Ljubljana, † 25. marec 2021.
Kot profesor na Fakulteti za naravoslovje in tehnologijo je opravil obsežno delo na področju organske kemije. Leta 1991 je postal 38. rektor Univerze v Ljubljani.

## Življenjepis in znanstveni opus
Študiral je kemijo na Tehniški visoki šoli v Ljubljani in diplomiral leta 1952, nato pa še leta 1953 na Prirodoslovno matematični fakulteti. Del doktorskega študija je s štipendijo British Councila opravil pri nobelovcu Alexandru Toddu na Univerzi v Cambridgeu in leta 1955 zagovarjal doktorsko disertacijo na takratni Tehniški fakulteti v Ljubljani. 
V tem času je deloval kot asistent na Inštitutu za organsko kemijo Tehniške visoke šole, leta 1957 je postal docent na Prirodoslovno matematini fakulteti in leta 1962 najprej izredni ter 1964 redni profesor (predstojnik katedre 1971–84) za organsko kemijo na Fakulteti za naravoslovje in tehnologijo. Njegovo raziskovalno delo je bilo usmerjeno v sintezo, zgradbo in reakcije heterocikličnih organskih spojin, dolgoročno se je ukvarjal predvsem z azinskimi in azolnimi spojinami, med katerimi so nekatere biološko pomembne spojine, kot so pirimidini ter purini, pri čemer se je usmerjal na nove sintezne pristope in sinteze novih organskih spojin; heterociklične spojine, predvsem tiste, ki vsebujejo dušik in žveplo in so analogi biološko pomembnih spojin; tri glavna polja raziskav spadajo na področje piridazinov in njegovih kondenziranih sistemov, azoloazinov in nekodiranih (neproteinogenih) aminokislin; obširna dognanja so tudi s področja heterocikličnih spojin z dušikovim atomom v stekališču dveh obročev.
Na univerzi v Freiburgu je bil leta 1966 gostujoči profesor, isto leto je na povabilo Britanskega sveta predaval tudi na več univerzah v Angliji. V okviru izmenjave z ameriško nacionalno akademijo znanosti je med letoma 1968 in 1977 gostoval več mesecev na univerzah v ZDA. Na avstralski nacionalni univerzi v Canberri je leta 1982 raziskoval in predaval kot gostujoči profesor, v letih 1984-85 po en semester na podiplomskem študiju na univerzi v Trstu ter 1986 na ameriški univerzi Brighama Younga v Provu.
V letih 1969–73 je služil kot prodekan, 1973–76 pa dekan Fakultete za naravoslovje in tehnologijo. Deloval je tudi v različnih strokovnih telesih in uredniških odborih znanstvenih revij ter kot gostujoči predavatelj na tujih univerzah (v Freiburgu in Trstu, na več ameriških univerzah v sklopu izmenjave z Nacionalno akademijo znanosti ZDA idr.). Bil je podpredsednik (1973–77) in predsednik (1978–80) International Society of Heterocyclic Chemistry. Kasneje je bil izvoljen za prvega rektorja Univerze v Ljubljani v samostojni Sloveniji (1991–95) ter obenem član ožjega odbora Evropske rektorske konference (CRE), od 1993 do 2009 je bil član stalnega odbora mednarodne asociacije Ius Primi Viri (IPV) s sedežem v Rimu, kakor tudi nacionalni predstavnik IUPAC-a (Mednarodna unija za čisto in uporabno kemijo, Sekcija IIIa; 1985–89), član delovne skupine pri OECD (do 1992) in član Državnega sveta Republike Slovenije (1992–97). Bil je član The Royal Society of Chemistry (MRSC) in upravnega odbora Evropske znanstvene fundacije (Governing Council, European Scientific Foundation, 1999–2006).
Je avtor več univerzitetnih učbenikov o organski kemiji, poleg tega je avtor ali soavtor številnih preglednih člankov in monografij s tega področja, večina znanstvenih člankov je bila objavljena pretežno v tujih znanstvenih revijah; pri nekaterih od njih je bil član uredniških odborov. Objavil je več kot 50 knjig in drugih preglednih publikacij ter preko 500 znanstvenih člankov s svojega področja. Organiziral je 5. mednarodni kongres za heterociklično kemijo v Ljubljani (1975), 8. mednarodni simpozij o kemiji organskih žveplovih spojin (1978), simpozij univerz TRISOC v Gradcu, Ljubljani in Trstu (1985 in 1991) in 16. evropski kolokvij o heterociklični kemiji (1994).
Večino svojih poljudnoznanstvenih knjig je napisal po upokojitvi: Narava, človek in kemija (1985), Sporočilnost molekul (1998), Reminiscence in razmišljanja (2001), v okviru izdaj SAZU pa dela: Prispevki kemije k evropski kulturi in civilizaciji (2003), Kiralnost in molekule življenja, Na obeh straneh navideznega zrcala (2005) in Jezik molekul: kemično sporočanje in sporazumevanje (2008; zanjo je prejel priznanje Slovenske znanstvene fundacije "prometej znanosti" za odličnost v komuniciranju).
Tudi njegova žena Vida Tišler (roj. Kuhelj, 1931–2014) je bila kemičarka, profesorica organske kemije na Fakulteti za kemijo in kemijsko tehnologijo v Ljubljani.

## Priznanja
Za delo na področju heterociklične kemije je leta 1962 prejel nagrado sklada Borisa Kidriča in leta 1977 Kidričevo nagrado ter 1981 nagrado za izume in izboljšave. Odlikovan je bil z redom dela s srebrnim vencem, po osamosvojitvi je leta 1995 prejel častni naziv Ambasador Republike Slovenije v znanosti, leta 2005 pa Zoisovo nagrado za življenjsko delo. Leta 1996 mu je Univerza v Ljubljani podelila naziv zaslužnega profesorja in 2000 še častni doktorat; dobil je tudi priznanje Maksa Samca za zasluge za Fakulteto za kemijo in kemijsko tehnologijo Univerze v Ljubljani (2006).  
Leta 1970 je bil izvoljen za dopisnega (izrednega) in 1977 za rednega člana Slovenske akademije znanosti in umetnosti (SAZU). Je tudi dopisni član Hrvaške in Srbske akademije znanosti in umetnosti ter član Evropske akademije znanosti in umetnosti (1995) in New York Academy of Sciences. 
Med tujimi priznanji so plakete univerz v Tohokuju in Hošiju (Japonska) ter Slovaške tehniške univerze v Bratislavi. Leta 1995 je bil imenovan tudi za viteza Reda Svetega Gregorja Velikega, naziv, ki ga podeljuje papež katoliškim laikom.